# 14147 Wenlingshuguang
14147 Zhengzhemin eller 1998 SG43 är en asteroid i huvudbältet som upptäcktes den 23 september 1998 av Beijing Schmidt CCD Asteroid Program vid Xinglong-observatoriet. Den är uppkallad efter Wenlingshuguang.
Asteroiden har en diameter på ungefär 5 kilometer.